# Alain Merchadier
Alain Merchadier, né le 13 mars 1952 à Toulouse (Haute-Garonne), est un footballeur international français. Il fait l'essentiel de sa carrière comme arrière latéral droit à l'AS Saint-Étienne avec qui il remporte trois championnats de France en 1974, 1975, et 1976 et deux coupes de France en 1974 et 1977.
Il compte cinq sélections en équipe de France entre 1973 et 1975.
Il devient ensuite entraîneur puis directeur sportif du Toulouse FC dans les années 1990. Il est aujourd'hui recruteur pour le FC Nantes.

## Biographie
Alain Merchadier commence le football au Toulouse FC où son père, Jean, a été joueur professionnel.  Repéré par Pierre Garonnaire, le recruteur de l'AS Saint-Étienne, il rejoint à 17 ans le centre de formation des « Verts ». En 1970, il remporte avec Christian Lopez, Christian Synaeghel, Jacques Santini, Patrick Revelli et Christian Sarramagna, la coupe Gambardella face à l'Olympique lyonnais (3-3, 5 t.a.b. à 4). Il fait ses débuts en équipe première, le 19 août 1970, lors de la deuxième journée du championnat face à l'AS Angoulême (1-1). En fin de saison, il est de nouveau finaliste de la coupe Gambardella avec les juniors stéphanois. Les Verts sont battus par l'Olympique lyonnais qui prend sa revanche sur la finale précédente (1-2).

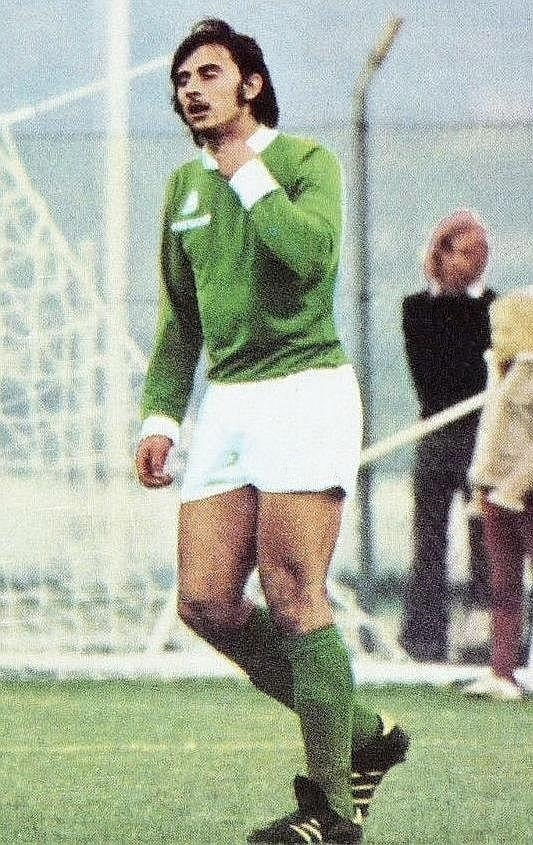
Alain Merchadier en 1972.

Ses apparitions en équipe première se font plus importantes et il est alors sélectionné en équipe de France espoirs, le 19 mai 1972, pour affronter à Dublin les espoirs irlandais (0-0). En 1974, il s'impose dans la défense stéphanoise au poste d'arrière latéral droit ou stoppeur. Robert Herbin, devenu entraîneur, fait confiance aux jeunes Stéphanois et ceux-ci remportent le titre en ne perdant qu'un match lors des 14 dernières journées du championnat puis réussissent le doublé, leur troisième de l'histoire, en battant l'AS Monaco en finale de la coupe de France (2-1). Lors de ce match, Alain Merchadier marque le but du 2-0 à la 61e minute du match sur une reprise au premier poteau.
Alain Merchadier est appelé, par Ştefan Kovács, en équipe de France le 13 octobre 1973 mais n'entre pas en jeu face à la RFA. Il fait ses débuts sous le maillot bleu le match suivant, face au Danemark, dans un poste de stoppeur aux côtés de Jean-Pierre Adams. Les Français s'imposent sur le score de 3-0. En 1975 les Verts gardent leur titre en terminant le championnat avec neuf points d'avance sur le deuxième, l'Olympique de Marseille puis en battant en finale de la coupe de France le RC Lens (2-0) mais Alain Merchadier ne dispute pas la finale. En coupe des clubs champions européens, les Stéphanois battent successivement le Sporting Portugal, le NK Hajduk Split et le Ruch Chorzów mais doivent s'incliner en demi-finale face au Bayern Munich (2-0 sur les deux matchs).
L'année suivante, il perd peu à peu sa place de titulaire au profil de Gérard Janvion et connaît sa dernière sélection en bleu le 26 mars 1975 face à la Hongrie (2-0) en entrant en remplacement de son coéquipier chez les Verts, Christian Lopez, à la 83e minute. C'est du banc de touche qu'il assiste principalement à l'aventure européenne des Verts en 1976. Pour la finale de la coupe d'Europe face au Bayern Munich, Robert Herbin lui préfère Pierre Repellini pour remplacer Gérard Farison blessé. En fin de saison, les Stéphanois réalisent le triplé en championnat avec 3 points d'avance sur l'OGC Nice. En 1977, il remporte de nouveau la coupe de France face au Stade de Reims. Il offre la victoire aux Verts à la 89e minute en reprenant de la tête un corner tiré par Gérard Farison. En coupe des clubs champions, il ne joue de nouveau presque pas. Il est cependant titulaire en défense centrale lors du match retour contre Liverpool à Anfield Road. Dans un choc avec John Toshack, il est blessé au nez et doit laisser sa place à Hervé Revelli.
Il quitte l'AS Saint-Étienne en 1978 et rejoint l'AS Nancy-Lorraine où il ne dispute que 7 matchs en deux saisons. Il termine sa carrière professionnelle à l'AAJ Blois en division 2 en 1981. 
Après sa carrière de footballeur, Alain Merchadier devient sur les conseils de Robert Herbin entraîneur-joueur à AS Decizoise puis entraîne le Lisieux en division 3, Saint Lô également en division 3, l'ES Castres et l'AS Montferrand où il s'occupe également du centre de formation. En 1990, il devient directeur sportif du Toulouse FC et quitte le club quand celui-ci est rétrogradé en National. Il crée ensuite une société de recrutement de footballeurs, Panathénées Sport Management, en association avec Michel Farenc,. En 2005, il est recruté par le Lille OSC pour dénicher d'éventuels nouveaux talents dans la Haute-Garonne. En juillet 2009, il rejoint le FC Nantes toujours comme recruteur.

## Palmarès

### En club
- Champion de France en 1974, en 1975 et en 1976 avec l'AS Saint-Étienne
- Vainqueur de la Coupe de France en 1974 et en 1977 avec l'AS Saint-Étienne
- Vainqueur de la Coupe Gambardella en 1970 avec l'AS Saint-Étienne
- Vice-champion de France en 1971 avec l'AS Saint-Étienne
- Finaliste de la Coupe Gambardella en 1971 avec l'AS Saint-Étienne

### EnÉquipe de France
- 5 sélections entre 1973 et 1975

## Statistiques
Le tableau ci-dessous résume les statistiques en match officiel d'Alain Merchadier durant sa carrière de joueur professionnel,.  
| Saison      | Club              | Pays   | Championnat | Championnat | Championnat | Coupes nationales | Coupes nationales | Coupe d'Europe | Coupe d'Europe | Coupe d'Europe | Sélection | Sélection |
| Saison      | Club              | Pays   | Division    | Matchs      | Buts        | Matchs            | Buts              | Type           | Matchs         | Buts           | Matchs    | Buts      |
| ----------- | ----------------- | ------ | ----------- | ----------- | ----------- | ----------------- | ----------------- | -------------- | -------------- | -------------- | --------- | --------- |
| 1970 - 1971 | AS Saint-Étienne  | France | Division 1  | 2           | 0           | -                 | -                 | -              | -              | -              | -         | -         |
| 1971 - 1972 | AS Saint-Étienne  | France | Division 1  | 16          | 0           | -                 | -                 | C3             | 2              | 0              | -         | -         |
| 1972 - 1973 | AS Saint-Étienne  | France | Division 1  | 25          | 0           | 6                 | 0                 | -              | -              | -              | -         | -         |
| 1973 - 1974 | AS Saint-Étienne  | France | Division 1  | 30          | 1           | 5                 | 2                 | -              | -              | -              | 3         | 0         |
| 1974 - 1975 | AS Saint-Étienne  | France | Division 1  | 17          | 2           | 6                 | 2                 | C1             | 7              | 0              | 2         | 0         |
| 1975 - 1976 | AS Saint-Étienne  | France | Division 1  | 4           | 0           | -                 | -                 | C1             | 1              | 0              | -         | -         |
| 1976 - 1977 | AS Saint-Étienne  | France | Division 1  | 10          | 0           | 7                 | 1                 | C1             | 3              | 0              | -         | -         |
| 1977 - 1978 | AS Saint-Étienne  | France | Division 1  | 9           | 0           | -                 | -                 | -              | -              | -              | -         | -         |
| 1978 - 1979 | AS Nancy-Lorraine | France | Division 1  | 4           | 0           | -                 | -                 | -              | -              | -              | -         | -         |
| 1979 - 1980 | AS Nancy-Lorraine | France | Division 1  | 3           | 0           | -                 | -                 | -              | -              | -              | -         | -         |
| 1980 - 1981 | AAJ Blois         | France | Division 2  | 24          | 0           | 1                 | 0                 | -              | -              | -              | -         | -         |
| Total       | Total             | Total  | Total       | 144         | 3           | 25                | 5                 | -              | 13             | 0              | 5         | 0         |